# Isoperla slossonae
Isoperla slossonae är en bäcksländeart som först beskrevs av Banks 1911.  Isoperla slossonae ingår i släktet Isoperla och familjen rovbäcksländor. Inga underarter finns listade i Catalogue of Life.

## Bildgalleri

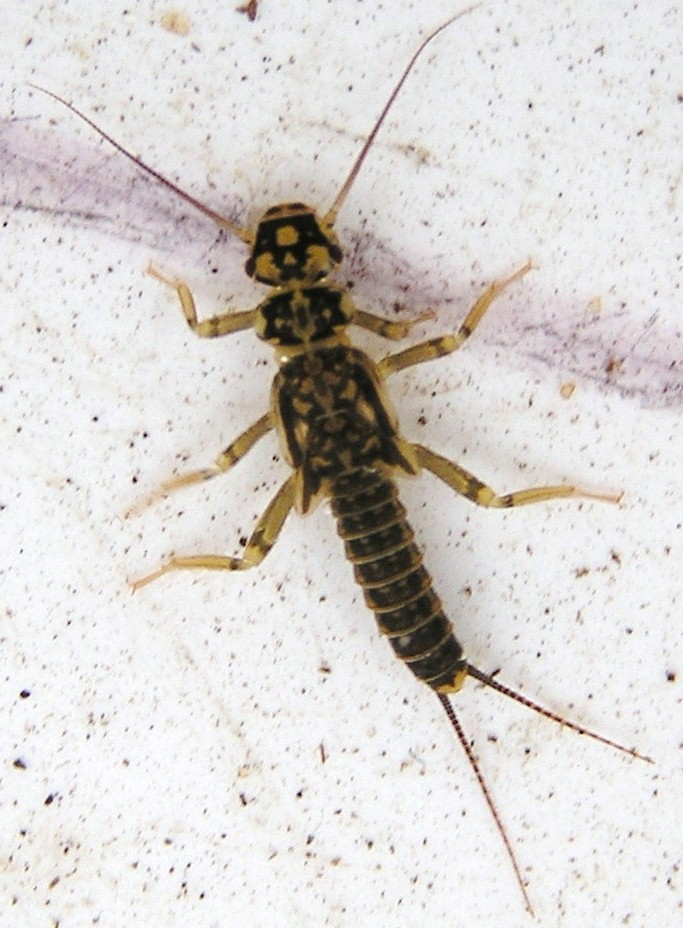